# Étrelles-sur-Aube
Étrelles-sur-Aube település Franciaországban, Aube megyében. Lakosainak száma 157 fő (2022. január 1.). Étrelles-sur-Aube Boulages, Longueville-sur-Aube, Saint-Oulph, Bagneux, Clesles, Granges-sur-Aube és Vouarces községekkel határos.

## Népesség
A település népessége az elmúlt években az alábbi módon változott:
| Lakosok száma | 140  | 147  | 132  | 130  | 153  | 155  | 155  | 154  | 155  | 157  |
|               | 1968 | 1982 | 1990 | 2006 | 2013 | 2015 | 2017 | 2019 | 2020 | 2022 |